# Куп европских шампиона 1970/71.
Куп европских шампиона 1970/71. је било 16. издање Купа шампиона, најјачег европског клупског фудбалског такмичења. Финале је одиграно 2. јуна 1971. на стадиону Вембли у Лондону. У том мечу Ајакс је победио Панатинаикос са 2-0. Ајаксу је то била прва титула. Од те сезоне по први пут је уведено извођење једанаестераца уколико ни након одиграних продужетака другог меча не би био одлучен победник. Правило гола у гостима је почело да важи за сва кола такмичења, а не за само прва два као до тада. 

## Резултати

### Предквалификације
| Екипа 1        | Рез. | Екипа 2      | 1 утакмица | 2 утакмица |
| -------------- | ---- | ------------ | ---------- | ---------- |
| Левски Спартак | 3:4  | Аустрија Беч | 3:1        | 0:3        |

### Квалификације
| Екипа 1           | Рез.  | Екипа 2                | 1 утакмица | 2 утакмица |
| ----------------- | ----- | ---------------------- | ---------- | ---------- |
| Каљари            | 3:1   | Сент Етјен             | 3:0        | 0:1        |
| Атлетико Мадрид   | 4:1   | Аустрија Беч           | 2:0        | 2:1        |
| Розенборг         | 0:7   | Стандард Лијеж         | 0:2        | 0:5        |
| Гетеборг          | 1:6   | Легија Варшава         | 0:4        | 1:2        |
| Тирана            | 2:4   | Ајакс                  | 2:2        | 0:2        |
| Спартак Москва    | 4:4 1 | Базел                  | 3:2        | 1:2        |
| Гленторан         | 1:4   | Вотерфорд јунајтед     | 1:3        | 0:1        |
| Селтик            | 14:0  | КПВ                    | 9:0        | 5:0        |
| Фенербахче        | 0:5   | Карл Цајс Јена         | 0:4        | 0:1        |
| Спортинг Лисабон  | 9:0   | Флоријана              | 5:0        | 4:0        |
| Ујпешт Дожа       | 2:4   | Црвена звезда          | 2:0        | 0:4        |
| Фајенорд Ротердам | 1:1 2 | Арад                   | 1:1        | 0:0        |
| ЕПА Ларнака       | 0:16  | Борусија Менхенгладбах | 0:6        | 0:10       |
| Евертон           | 9:2   | Keflavík               | 6:2        | 3:0        |
| Женес Еш          | 1:7   | Панатинаикос           | 1:2        | 0:5        |
| Слован Братислава | 4:3   | Boldklubben 1903       | 2:1        | 2:2        |

1Базел је прошао у осминуфинала због правила гола у гостима.
2Арад је прошао у осминуфинала због правила гола у гостима.

### Осмина финала
| Екипа 1                | Рез. | Екипа 2           | 1 утакмица | 2 утакмица    |
| ---------------------- | ---- | ----------------- | ---------- | ------------- |
| Каљари                 | 2:4  | Атлетико Мадрид   | 2:1        | 0:3           |
| Стандард Лијеж         | 1:2  | Легија Варшава    | 1:0        | 0:2           |
| Ајакс                  | 5:1  | Базел             | 3:0        | 2:1           |
| Вотерфорд јунајтед     | 2:10 | Селтик            | 0:7        | 2:3           |
| Карл Цајс Јена         | 4:2  | Спортинг Лисабон  | 2:1        | 2:1           |
| Црвена звезда          | 6:1  | Арад              | 3:0        | 3:1           |
| Борусија Менхенгладбах | 2:2  | Евертон           | 1:1        | 1:1 (3:4)п. ј |
| Панатинаикос           | 4:2  | Слован Братислава | 3:0        | 1:2           |

### Четвртфинале
| Екипа 1         | Рез.  | Екипа 2        | 1 утакмица | 2 утакмица |
| --------------- | ----- | -------------- | ---------- | ---------- |
| Атлетико Мадрид | 2:2 1 | Легија Варшава | 1:0        | 1:2        |
| Ајакс           | 3:1   | Селтик         | 3:0        | 0:1        |
| Карл Цајс Јена  | 3:6   | Црвена звезда  | 3:2        | 0:4        |
| Евертон         | 1:1 2 | Панатинаикос   | 1:1        | 0:0        |

1Атлетико Мадрид је прошао у полуфинале због правила гола у гостима.
2Панатинаикос је прошао у полуфинале због правила гола у гостима.

### Полуфинале
| Екипа 1         | Рез.  | Екипа 2      | 1 утакмица | 2 утакмица |
| --------------- | ----- | ------------ | ---------- | ---------- |
| Атлетико Мадрид | 1:3   | Ајакс        | 1:0        | 0:3        |
| Црвена звезда   | 4:4 1 | Панатинаикос | 4:1        | 0:3        |

1Панатинаикос је прошао у финале због правила гола у гостима.

### Финале
| Екипа 1 | Рез. | Екипа 2      |
| ------- | ---- | ------------ |
| Ајакс   | 2:0  | Панатинаикос |

| Првак 1970/71.       |
| -------------------- |
|                      |
| ФК Ајакс Прва титула |